# Archaeophya adamsi
Archaeophya adamsi – gatunek ważki z rodziny Synthemistidae (wcześniej zaliczanego do rodziny szklarkowatych). Endemit Australii. Występuje w stanie Nowa Południowa Walia w południowo-wschodniej części kontynentu. Został opisany z Queenslandu, ale po pierwszym opisie nigdy więcej nie został tam stwierdzony, przypuszczalnie miejsce typowe zostało podane błędnie.